# Пьещак, Иван
Иван Пьещак (1904, с. Вельки Липник, Стара-Любовня, Пряшевщина, Словакия — 1972) — общественно-политический деятель русинского направления, педагог, юрист. Государственный секретарь по вопросам юстиции Правительства Карпатской Украины (11—26 октября 1938).

## Биография
Иван Пьещак родился в 1904 году в селе Вельки Липник, теперь он в составе округа Стара-Любовня, Пряшевщина, Словакия. В студенческие годы был активным членом москвофильской русинской молодежной организации «Молодая Генерация», а впоследствии и Русской Народной партии в Словакии.
Был вице-президентом Верховного Суда в Кошице.
Избирался депутатом национального собрания Чехословакии.
Принимал участие в создании Прешовской русской гимназии, был секретарем подготовительного комитета создания гимназии.
Иван Пьещак от «Автономно-земледельческого союза» был избран Государственным секретарем по вопросам юстиции в правительстве Андрея Бродия с 11 по 26 октября 1938 года.
Впоследствии Иван Пьещак изменил свои москвофильские взгляды на чехофильськие.

## Примечание
1. ↑  Історія державної служби в Україні Архивная копия от 7 февраля 2019 на Wayback Machine. Том 2. Інститут історії України Національної академії наук України. Київ: Ніка-Центр. 512 с. 2009. ISBN 978-966-521-521-9
2. ↑  Костянтин Куцов. Особливості політичних поглядів карпатоукраїнських студентів у Празі (1921—1930) (До питання про їх партійну самоідентифікацію) Архивная копия от 27 марта 2020 на Wayback Machine Науковий вісник Ужгородського університету, серія «Історія», вип. 1 (36), 2017
3. ↑  Надежда Кичера. Русини в етнополітиці країн Центральної та Південно-Східної Європи Архивная копия от 27 сентября 2020 на Wayback Machine Чернівецький національний університет імені Юрія Федьковича. «Політичні інститути і процеси». — Чернівці, 2015. — 20 с
4. ↑  Івета Світкова. Виникнення та етапи становлення Об'єднаної школи ім. Тараса Шевченка з українською мовою навчання Архивная копия от 27 марта 2020 на Wayback Machine
5. ↑  Україна в міжнародних відносинах. Архивная копия от 26 сентября 2015 на Wayback Machine Енциклопедичний словник-довідник. — Випуск 3: Предметно-тематична частина: К-О / Відп. ред. М. М. Варварцев. НАН Украины. Институт истории Украины. — К.: Інститут історії України, 2012. — 315 с.
6. ↑  Сергій Федака. (За)Карпатський вибір Архивная копия от 27 марта 2020 на Wayback Machine Український тиждень